# Louis-Charles Boistard
Pour les articles homonymes, voir Boistard.
Louis-Charles Boistard, né le 8 octobre 1762 et mort le 13 mai 1823, est un ingénieur des ponts et chaussées français.

## Biographie
Louis-Charles Boistard est entré à l’École des ponts et chaussées en 1782 et, après deux missions accomplies  en 1784 et 1785, à Rouen pour les travaux du quai Saint-Sever et à Saint-Valery-en-Caux pour les travaux du port, fut  nommé sous-ingénieur en 1787 dans la généralité de Paris. Il fut spécialement attaché aux travaux du pont de Brunoy et à la rédaction des projets des ponts de Melun, Meaux et  Nemours. De 1795 à 1804 il fut spécialement chargé de diriger la  construction du Grand-Pont de Nemours. 
En 1804, il est nommé ingénieur en chef à la résidence de Nevers, avec mission d'étudier le projet du canal latéral à la Loire entre Roanne et Digoin. En 1806, il est chargé du service des ports d'Anvers et de Flessingue, et après les événements de 1814, nommé au service du département de la Seine-Inférieure et de la navigation de la basse Seine. Il est appelé à Paris en 1817 pour procéder, avec l'inspecteur divisionnaire Hageau, à la vérification de la comptabilité du canal de l'Ourcq et des eaux de Paris. En 1818, il fut chargé du service de la distribution des eaux de l'Ourcq, et en 1819 du service du pavé des boulevards de Paris. 
Il reçoit enfin le titre d'ingénieur en chef directeur en 1821 et meurt subitement le 23 mai 1823.

## Travaux et publications
Boistard a eu à exécuter des travaux importants dans les ports d'Anvers et de Flessingue, et les situations importantes qu'il n'a cessé d'occuper témoignent hautement de sa capacité que ses publications ont fait ressortir avec évidence.
Il avait l'esprit observateur et a réuni, dans les différents chantiers qu'il a eu à diriger, une série d'expériences précises sur la main d'œuvre des travaux dépendant du service des ponts et chaussées, sur l'adhérence des mortiers employés à l'air et dans l'eau, et sur l'usage des machines à épuiser. Ces expériences forment un volume in-4, imprimé en 1804. 
En 1822, il a publié un autre recueil d'observations et d'expériences faites pendant la construction du pont de Nemours et sur d'autres travaux, suivi d'un mémoire sur la théorie et l'équilibre des voûtes. Les travaux de Boistard ont joui longtemps d'une grande autorité parmi les ingénieurs et sont toujours utiles à consulter. Ces observations vont être utilisées par Édouard Méry pour rédiger son mémoire sur la stabilité des voûtes circulaires.
Peu de jours après sa mort, un journal de province ayant émis contre lui certaines accusations d'un caractère privé, le  directeur général Louis Becquey se fit un devoir de faire insérer, dans le Moniteur universel, une longue lettre dans laquelle il s'attacha à rendre une éclatante justice aux talents, aux services et à l'honorabilité de l'ingénieur dont une mort prématurée venait d'interrompre la carrière, en laissant chez les membres du corps des ponts et chaussées, comme chez les chefs de l'administration, les meilleurs souvenirs et d'unanimes regrets.

## Publications
- Expériences sur la main d'œuvre de différens travaux dépendans du service des ingénieurs des ponts et chaussées, sur l'adhérence des mortiers de sable et de ciment employés à l'air et sous l'eau et sur l'usage des machines à épuiser., Paris, J.S. Merlin, 1804
- Recueil d'expériences et d'observations faites sur différens travaux exécutés pour la construction du pont de Nemours, pour celle de l'arsenal et du port militaire d'Anvers et pour la reconstruction du port de Flessingue, dans lequel on a traité la théorie de l'équilibre des voûtes, Paris, Chez J.-S. Merlin libraire, 1822 (lire en ligne)